# Harmothoe vinogradovae
Harmothoe vinogradovae är en ringmaskart som beskrevs av Averincev 1978. Harmothoe vinogradovae ingår i släktet Harmothoe och familjen Polynoidae. Inga underarter finns listade i Catalogue of Life.